# Ратушная площадь (Таллин)
Ратушная площадь (эст. Raekoja plats) — городская площадь перед Таллинской ратушей (эст. Raekoda) в центре Старого Таллина, столицы Эстонии.
Площадь является местом проведения фестивалей и концертов, таких как Дни Старого города (эст. Tallinna Vanalinna Päevad).
В непосредственной близости к площади расположены несколько баров и ресторанов.
На Ратушной площади расположена единственная точка, с которой видны 5 основных шпилей Старого Таллина: ратуша, церковь Святого Николая, Домский собор, церковь Святого Духа и церковь Святого Олафа.
По распространённому мнению, если встать в этом месте на плиту с изображением розы ветров, находящуюся в центре площади, и увидеть все шпили, то можно смело загадывать любое желание — оно обязательно сбудется.

## История
Площадь складывалась как архитектурный ансамбль с XIV по XX век.
Наиболее значительное здание площади — Ратуша — свой внешний вид и размеры приобрела в 1401—1404 года. Здание ратуши взято под государственную охрану, вторым охраняемым зданием на площади является здание аптеки магистрата (ратушной аптеки), возведённое в XV веке.
В годы Великой Отечественной войны было разрушено стоявшее на площади и делившее её на две части здание важни.

## Застройка
- д. 1 — Таллинская ратуша, памятник культуры[4].
- д. 5 — бывший жилой дом, в нынешнем виде возведённый в 1849 году, реконструирован в конце 1990-х годов. Выразительное здание в стиле раннего классицизма. В настоящее время в здании работает ресторан. Фасады дома в 1997 году внесены в Эстонский Государственный регистр памятников культуры[5].
- д. 8 — «Дом Егорова» (полный адрес: Raekoja plats 8 / Mündi tänav 3 / Pikk tänav 12/ Kinga tänav 6). Купец Иван Егоров купил его в 1918 году у старейшины Большой Гильдии, бургомистра Ревеля Карла-Эберхарда Ризенкампфа[6][7].
- д. 11 — ратушная аптека, памятник культуры[8].
- д. 15 — бывшая ратушная канцелярия (ныне — ресторан «Тройка»[9]). Первое упоминание здания ратушной канцелярии относится к 1378 году. Нынешнее здание построено в 1432—1434 годах, в 1914 году была осуществлена его обширная перестройка. В 1972 году в ходе приспособления здания под конторские помещения киностудии «Eesti Reklaamfilm» цокольный этаж был приведён в порядок и использовался в качестве павильона для съёмок. Памятник культуры с 1997 года[10].
- д. 16 — жилой дом, построенный, вероятно, в XV веке, перестроен в начале XIX века. Пример средневекового дома с типичным основным планом diele-dornse в Старом городе Таллина. Внутренняя планировка неоднократно менялась. В 1979 году здание было приспособлено для конторских помещений киностудии «Eesti Reklaamfilm». В 1997 году фасад здания внесён в Эстонский Государственный регистр памятников культуры[11].
- д. 17 — жилой дом XVIII века, пример строения в стиле раннего классицизма в Старом городе Таллина. В 1980-х годах были полностью перестроены интерьеры. На первом этаже расположены коммерческие помещения. В 1997 году фасад здания внесён в Эстонский Государственный регистр памятников культуры[12].
- д. 18 — «Дом Хопнера»[эст.]. Назван так по имени владельца Йохана Хопнера (Johan Höppener (Hoeppener)), объединившего четыре находящихся здесь владения в одно в 1665 году. Входит в комплекс, состоящий из трёх зданий. Современный вид получил в конце XVII века. Памятник культуры с 1997 года[13].

## Галерея
- д. 5
- д. 8
- д. 10 — паб Molly Malone's
- д. 11 — ратушная аптека
- д. 13
- д. 14
- д. 15
- д. 16
- д. 17
- д. 18